# Собор Святого Николая (Мурска-Собота)
Собор святого Николая (словен. Stolna cerkev sv. Nikolaja) — католическая церковь, находящаяся в городе Мурска-Собота, Словения. Кафедральный собор епархии Мурска-Соботы. Храм располагается на окраине города около железнодорожного вокзала.

## История
С 1071 года на месте, где сегодня находится современный собор, был построен храм в романском стиле. Этот храм был построен венграми, только что принявшими христианство и поселившимися в Мурска-Соботе, которая с 1094 по 1777 год входила в состав епархии Дьёра. В 1350 году первая церковь была перестроена в каменный готический храм. С 1605 по 1672 год после распространения Реформации второй храм находился в собственности местной евангелической общины.
Современный храм в нео-романском стиле построен на месте второго храма в 1912 году по проекту венгерского архитектора Ласло Такача. При строительстве современной церкви святого Николая был сохранён пресвитерий второго храма.